# Casimir Geibel
Casimir Geibel (* 12. Januar 1839 in Kreuznach; † 22. Mai 1896 in Weimar) war ein deutscher Porträt- und Landschaftsmaler.

## Leben und Werk

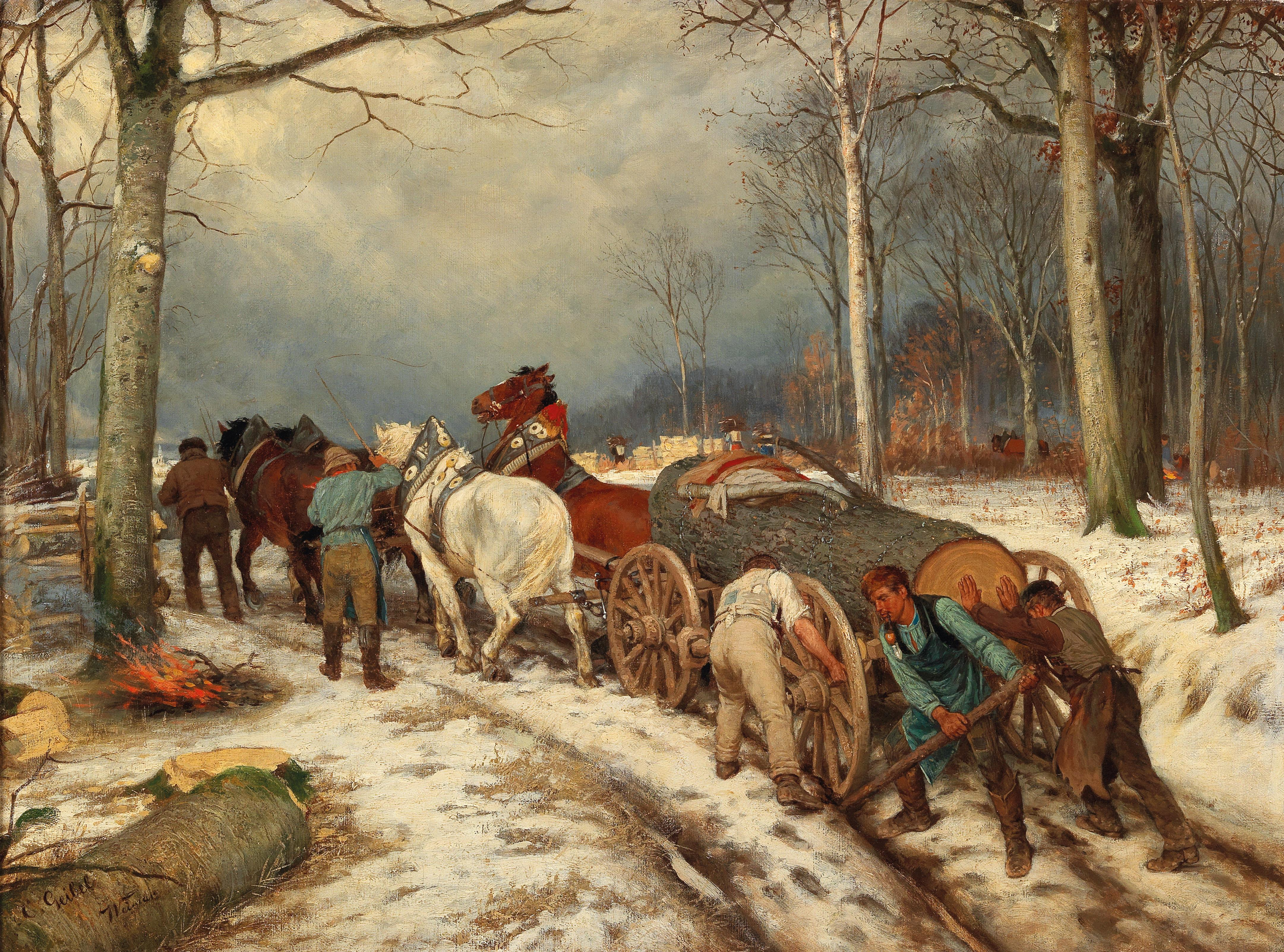
Waldarbeiter in einer Winterlandschaft (um 1896)

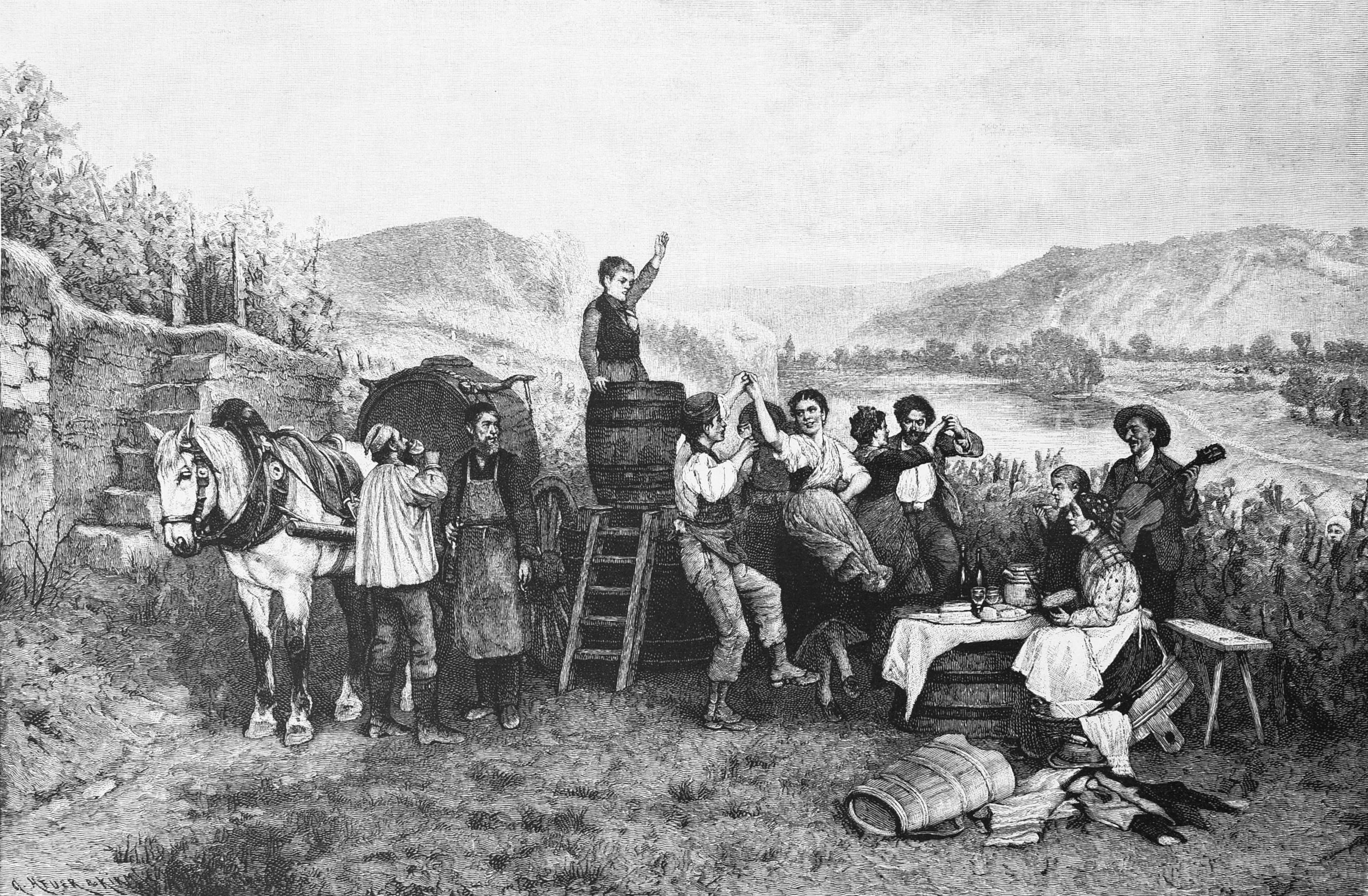
Weinlese an der Nahe, in Die Gartenlaube (1886)

Geibel war Schüler Arthur von Rambergs und Ferdinand Pauwels, die zeitweise an der Weimarer Malerschule lehrten. Pauwels lehrte länger in Weimar und dürfte an der Ausbildung Geibels den maßgeblichen Anteil gehabt haben. Insofern ist Geibel auch als Schüler der Einrichtung anzusehen.
Geibel nutzte das Prellersche Ateliergebäude in der heutigen Geschwister-Scholl-Straße 6. Neben Porträts und Landschaften sind von ihm auch Schlachtenbilder überliefert wie z. B. aus der Zeit der Befreiungskriege 1813–15 oder einem von der Eroberung von Straßburg 1870. Geibel war 1876 bei der Weltausstellung in Philadelphia vertreten. Von Geibel ist ein Ölgemälde des Marktplatzes von Leipzig erhalten, das im Prellerschen Ateliergebäude entstand. Es wurde 1886 zur Jubiläumsausstellung der Königlichen Akademie der Künste zu Berlin ausgestellt. Geibels Gemälde dienten in Zeitungen und Büchern zugleich als Illustrationen. So erscheinen solche u. a. in der Gartenlaube. Eine Ansicht Weimars als Gesamtansicht in Öl von Nord-Osten her gilt in der Art als eine Ausnahme.
Einer der von ihm porträtierten Personen war der Mediziner Philipp Friedrich Wilhelm Vogt.
Die meisten seiner Werke befinden sich in Privatsammlungen. Ein Werk Geibels in einer staatlichen Sammlung ist der in der Wiener Nationalbibliothek unter der Inv. E 5914.
Geibel war Vater von Margarethe Geibel, die auch Künstlerin wurde.